# هرقلية صوفية
هرقلية صوفية (الاسم العلمي:Heracleum lanatum) هي نوع من النباتات يتبع جنس الهرقلية من الفصيلة الخيمية.

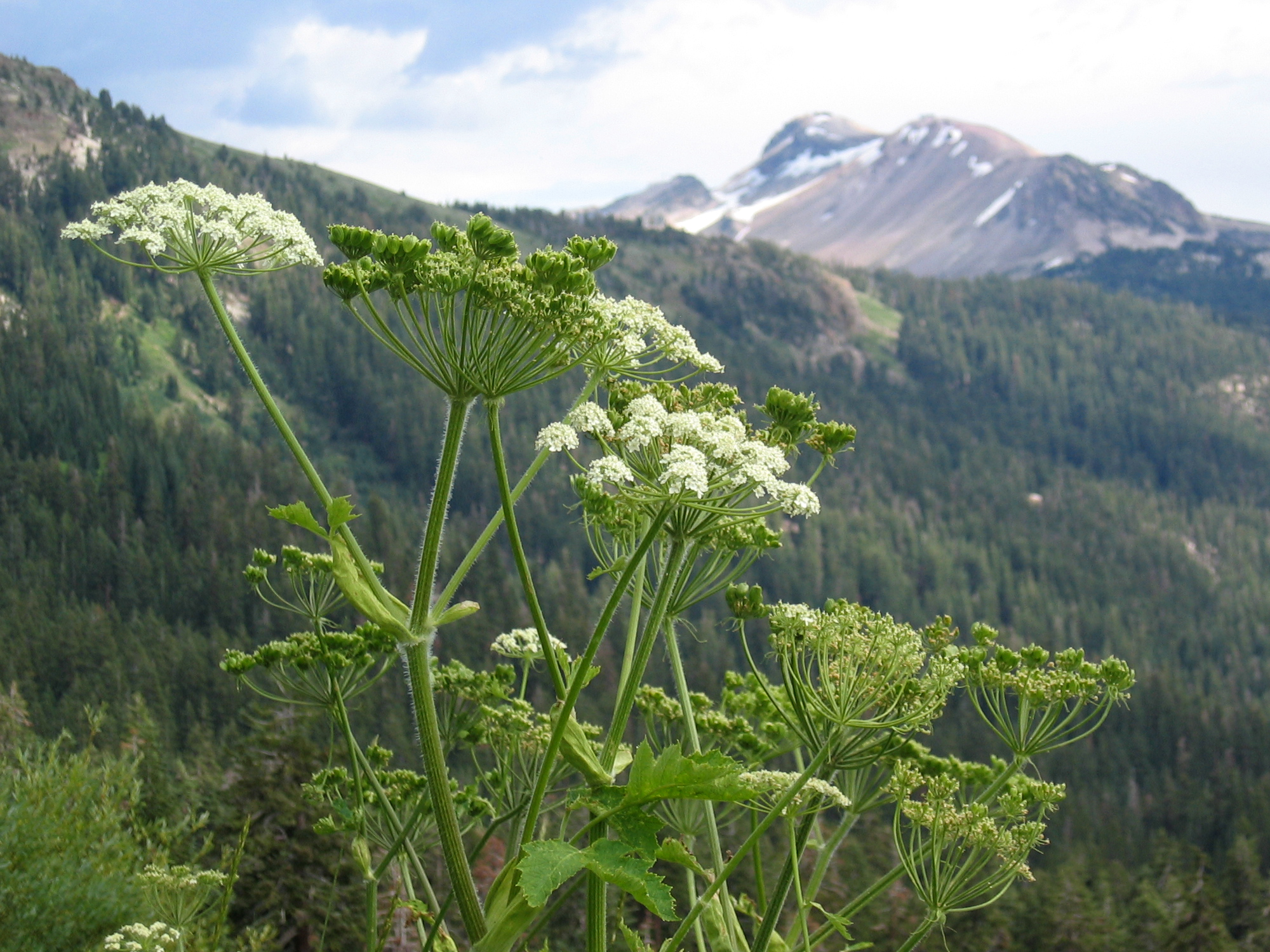